# Puerta de Córdoba (Carmona)
La Puerta de Córdoba es un edificio histórico del municipio español de Carmona, en la Sevilla. 

## Historia
La actual puerta de Córdoba es el resultado de diversas reformas y restauraciones sobre la puerta del recinto amurallado de la Carmo romana. De su construcción original en el siglo I d. C. se conservan aún los paramentos que llegan hasta el alcor, dos pilastras en relieve, configuradas a la manera clásica —basa ática sin plinto sobre un doble zócalo—, parte de los dos torreones semioctogonales que la flanquean, la escalera y su bóveda. Los paralelos arquitectónicos, permiten fechar la obra en tiempos de Augusto o Tiberio.

### SigloId.C.
Por su monumentalidad y su escasa capacidad defensiva no tenía función de fortaleza, sino de símbolo propagandístico del Imperio romano. La puerta de Córdoba ha destacado siempre por su valor estratégico y su emblemática ubicación como único acceso visible de Carmona desde la vega (cruzada por el tramo Corduba-Hispalis de la Vía Augusta). Este valor de la ciudad es el que debió de influir en su composición a modo de porta triumphalis, erigida como un gran arco de triunfo destinado a honrar al poder romano, que había traído la paz y la prosperidad a la provincia Bética.
La Puerta pertenece a la parte de la muralla situada en su flanco Este, al final del cardo máximo, una de las vías principales de la ciudad romana, y que coincidía con el trazado de la Vía Augusta, que era el principal medio de comunicación y transporte de la Hispania romana, una extensa vía que alcanzaba desde los Pirineos hasta Cádiz, atravesando las principales ciudades romanas de la provincia Bética y la Tarraconense.
Para su construcción se acondicionó la vaguada en la que se asienta y gran parte de las elevaciones del terreno se rebajaron. En época romana su altura era mucho mayor que en la actualidad, visible a varios kilómetros de distancia hacia el Este, pues contaba con un cuerpo superior no conservado, ya que las torres octogonales tenían al menos dos plantas, con escaleras de acceso laterales. Dichas torres fueron construidas con sillares almohadillados y estaban decoradas con columnas cuadrangulares y acanaladas, adosadas a las esquinas. Son visibles los restos de estas columnas en una de las torres.
Medía más de 30 metros de anchura, pero debido a las numerosas reformas solo se conservan los lienzos de muralla a ambos lados de la puerta y uno de los torreones poligonales. Contaba además con tres arcos, dos de los cuales eran peatonales y el tercero estaba destinado al paso de carruajes.
La fachada que da al interior de la ciudad estaba igualmente estructurada en dos pisos. Poseía un podio de más de dos metros de altura, decorado con semicolumnas y pilastras.

### SigloXIV
La Puerta mantuvo su configuración romana original hasta la primera reforma, que ocurrió durante el reinado de Pedro I, consistente en la construcción del Alcázar de la Reina a la derecha del conjunto, que fue demolido posteriormente, en tiempos de los Reyes Católicos.

### SigloXVI
El terremoto de 1504 provocó el derrumbe de una de las torres, que fue posteriormente reconstruida.

### SigloXVII
En 1603 se derrumbaron los arcos de la estructura central, pero fueron completamente reconstruidos. Durante el reinado de Carlos II, en el año 1688, se llevaron a cabo las obras para una reedificación general del conjunto, a las que hace referencia una inscripción ubicada en el interior del arco.

### SigloXVIII
El terremoto de 1755 también ocasionó daños al monumento. Entre 1796 y 1800 se realizaron las últimas remodelaciones, a cargo del arquitecto neoclásico carmonense José de Echamorro, responsables del aspecto actual de la fachada. El proyecto configuró la Puerta con un solo arco semicircular en el centro, flanqueado por dos pares de columnas, y dos pares más junto a los torreones para otorgarle simetría al conjunto. Se añadió un cuerpo superior, separado del inferior por una balaustrada, rematado con un frontón triangular y abierto con un balcón al exterior.

### SigloXXI
En el año 2000 se realizó un exhaustivo análisis y restauración con la intención de devolver a la Puerta un aspecto más similar al original. Actualmente, por el vano del arco se puede acceder al centro de interpretación de la Puerta de Córdoba.

## Protección
En la actualidad es Bien de Interés Cultural (Monumento histórico-artístico, por Decreto de 3 de junio de 1931), con código de identificación SE/025/005. Se encuentra bajo la protección de la Declaración genérica del Decreto de 22 de abril de 1949, y la Ley 16/1985 sobre el Patrimonio Histórico Español. En el año 1993 la Junta de Andalucía otorgó reconocimiento especial a los castillos de la comunidad autónoma de Andalucía. 